# Miša Blam
Mihajlo „Miša“ Blam, auch Michael Blam, (serbisch-kyrillisch Михајло Миша Блам; * 15. Dezember 1947 in Belgrad, Jugoslawien; † 19. Juni 2014 Belgrad, Serbien) war ein jugoslawischer, später serbischer Jazzmusiker (Kontrabassist, Arrangeur, Komponist) und Autor.

## Leben und Wirken
Blam besuchte die Musikakademie Belgrad und studierte anschließend in Belgien. Er spielte im Laufe seiner Karriere u. a. mit Frank Mantooth, Clark Terry, Ernie Wilkins, Alvin Queen, Hannes Beckmann und Tony Scott, in Jugoslawien mit dem Jazztet Ivana Švagera, dem Sextett Gut-Marković (mit Stjepko Gut und Milivoje Marković), dem Jazz Orkestar Radio-Televizije Beograd und der RTB Big Band (Big Band Radio-Televizije Srbije), für die er auch komponierte und arrangierte. Im Bereich des Jazz war er zwischen 1982 und 1999 an 16 Aufnahmesessions beteiligt. Unter eigenem Namen veröffentlichte er 1979 das Album Sećanja (Beograd Disk), ferner Miša Blam i oni koji vole Funky und Good Old YU Days.
Blam schrieb eine Reihe von Büchern über Jazz, darunter eine Biografie über Miles Davis (1987) und Jazz en Serbie (1927–1944), und gründete die Jazz-Abteilung der Musikschule Stanković. Außerdem erforschte er die Geschichte des Jazz in Serbien und gründete ein Jazz-Museum. Blam gründete auch die Zeitschrift JAZZ (1990) und die Agentur International Jazz (1991). Er war künstlerischer Leiter des Summertime Blues & Jazz and World Music Festival (Sava, 1991) und Organisator des Christmas Jazz Festival. Er wurde mit dem Nisville Festival Lifetime Achievement Award ausgezeichnet.